# Aristolochia kaempferi
Aristolochia kaempferi är en piprankeväxtart som beskrevs av Carl Ludwig von Willdenow. Aristolochia kaempferi ingår i släktet piprankor, och familjen piprankeväxter.

## Underarter
Arten delas in i följande underarter:
- A. k. heterophylla
- A. k. tanzawana